# David Petraeus

David Howell Petraeus (Cornwall-on-Hudson, 7 de novembre de 1952) va ser un general de l'Exèrcit dels Estats Units que ocupà els càrrecs de comandant de l'ISAF i l'USFOR-A a l'Afganistan de 2010 a 2011 i de director de la CIA entre 2011 i 2012. Hagué de renunciar a aquesta posició el 9 de novembre de 2012 a conseqüència d'un escàndol provocat per les seves relacions extramatrimonials.